# Пі-Ридж (Західна Вірджинія)
Пі-Ридж (англ. Pea Ridge) — переписна місцевість (CDP) в США, в окрузі Кабелл штату Західна Вірджинія. Населення — 6602 особи (2020).

## Географія
Пі-Ридж розташоване за координатами 38°24′55″ пн. ш. 82°18′39″ зх. д. / 38.41528° пн. ш. 82.31083° зх. д. (38.415175, -82.310695).  За даними Бюро перепису населення США в 2010 році переписна місцевість мала площу 6,08 км², з яких 5,93 км² — суходіл та 0,15 км² — водойми.

## Демографія
Згідно з переписом 2010 року, у переписній місцевості мешкало 6650 осіб у 3106 домогосподарствах у складі 1790 родин. Густота населення становила 1094 особи/км².  Було 3325 помешкань (547/км²).
Расовий склад населення:
| - 93,5 % — білих - 2,5 % — азіатів - 2,3 % — чорних або афроамериканців |

До двох чи більше рас належало 1,4 %. Частка іспаномовних становила 1,2 % від усіх жителів.
За віковим діапазоном населення розподілялося таким чином: 18,1 % — особи молодші 18 років, 62,2 % — особи у віці 18—64 років, 19,7 % — особи у віці 65 років та старші. Медіана віку мешканця становила 42,1 року. На 100 осіб жіночої статі у переписній місцевості припадало 89,4 чоловіків;  на 100 жінок у віці від 18 років та старших — 86,2 чоловіків також старших 18 років.
Середній дохід на одне домашнє господарство  становив 69 943 долари США (медіана — 49 701), а середній дохід на одну сім'ю — 87 862 долари (медіана — 65 605). Медіана доходів становила 48 170 доларів для чоловіків та 37 813 долари для жінок. За межею бідності перебувало 9,1 % осіб, у тому числі 14,9 % дітей у віці до 18 років та 6,0 % осіб у віці 65 років та старших.
Цивільне працевлаштоване населення становило 3118 осіб. Основні галузі зайнятості: освіта, охорона здоров'я та соціальна допомога — 37,0 %, науковці, спеціалісти, менеджери — 13,1 %, роздрібна торгівля — 9,6 %, виробництво — 9,0 %.